# Trinculo
Trinculo, o Urano XXI, è un piccolo satellite naturale irregolare di Urano; è in moto retrogrado rispetto all'orbita del suo pianeta.

## Scoperta
La sua scoperta risale al 13 agosto 2001, ad opera di un team di astronomi guidato da Matthew Holman e composto da John Kavelaars e Dan Milisavljevic.
Al satellite fu inizialmente attribuita la designazione provvisoria S/2001 U 1; successivamente l'Unione Astronomica Internazionale (circolare 7980) lo battezzò come Trinculo, dal nome del giullare ubriacone de La tempesta, nota commedia di William Shakespeare.

## Caratteristiche fisiche
Con il suo diametro di circa 18 km, Trinculo è il più piccolo dei 27 satelliti di Urano.

## Parametri orbitali

Animazione dell'orbita di Trinculo attorno a Urano.
Urano·
Sicorace·
Francisco·
Caliban·
Stephano·
Trinculo

L'orbita di Trinculo è retrograda e fortemente inclinata rispetto al locale piano di Laplace.
I suoi parametri orbitali lo accomunano a diversi altri satelliti naturali di Urano, facenti parte del gruppo di Sicorace (il maggiore fra di essi, con un diametro di circa 190 km, è infatti Sicorace, che orbita più esternamente rispetto a Trinculo).